# 中国青少年团
中国青少年团是日占沦陷区的青年组织。由汪精卫政权实施新国民运动设立。

## 历史

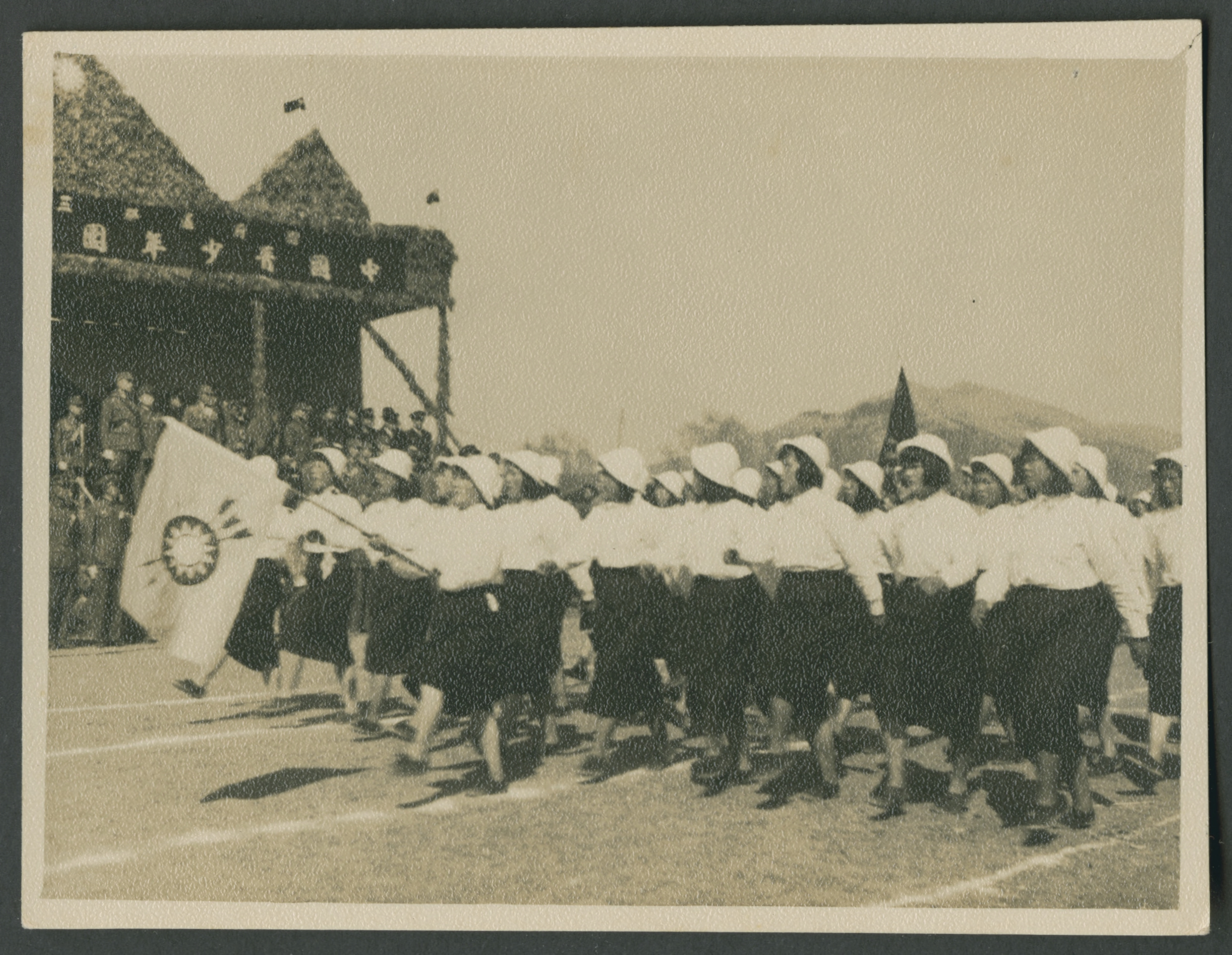
1943年3月，中國青少年團女團隊列行進在主席臺前接受汪精衛檢閱，以慶祝汪精衛國民政府「還都」三週年

1942年初，汪精卫政权开始实施“新国民运动”。汪精卫在南京成立“新国民运动促进委员会”（简称“新运会”）。1942年7月4日举行的“新运会”第一次全体会议上，决定设立中国青年团、中国童子军，同时还议决成立中国青年模范团。原中華民國維新政府的中华青年团不了了之。所谓青年模范团是青年团体中层次最高的组织，采取的是精选主义，该组织以小队（8～12人）为基本组织单位，在各大城市分设联队，不设联队的地区的各小队则直接统辖于中央团部。中国青年模范团由汪政權宣传部长林柏生任总监。1943年2月18日，汪伪政权颁布《中国青年团童子军思想训练纲要》，要求各“国立”学校实际施行。
1943年2月25日“新运会”又提出将中国青年团、中国童子军二组织合并为中国青少年团的议案，汪政權中央政治会议决定将中国青年团和中国童子军合并而成。下分青年队与少年队。成员的年龄为10～25岁，该组织声称其宗旨是“使全国青少年有严密之组织，受严格之训练，……成为智仁勇兼备之中国青少年，俾能共同负荷兴复中华，保卫东亚之划时代的责任，以建设三民主义之中国与共存共荣之东亚而臻世界于大同”。它规定全国公私立学校学生一律编为中国青少年团，并以汪精卫为最高统帅。
- 总团部
- 总监：林柏生
- 副总监2人
- 顾问
- 评议委员
- 指导委员
- 管理处
- 训导处
- 教练处
- 中央青年干部学校，汪精卫任校长。开始是短期训练，每期一个月左右，由各省市“新运”分会选送在校的大中学校学生，毕业后仍回原学校上学。举办了十期左右的训练班。1943年9月1日还举办一期高级训练班，训练期半年，1944年3月结业。